# Microrregión de Santa Teresa
La microrregión de Santa Teresa es una de las  microrregiones del estado brasileño del  Espírito Santo perteneciente a la mesorregión  Central Espírito-Santense. Su población fue estimada en 2006 por el IBGE en 106.039 habitantes y está dividida en seis municipios. Posee un área total de 3.318,385 km².

## Municipios
- Itaguaçu
- Itarana
- Santa Leopoldina
- Santa Maria de Jetibá
- Santa Teresa
- São Roque do Canaã

- Datos: Q2597139